# Sent Viance
Sent Viance (en francès Saint-Viance) és un municipi francès situat al departament de la Corresa i a la regió de la Nova Aquitània.

## Demografia
| 1962                                       | 1968 | 1975 | 1982  | 1990  | 1999  | 2007  |
| ------------------------------------------ | ---- | ---- | ----- | ----- | ----- | ----- |
| 743                                        | 785  | 847  | 1.061 | 1.407 | 1.411 | 1.595 |
| Des de 1962: població sense dobles comptes |      |      |       |       |       |       |

## Administració
| Període   | Identitat         | Partit |
| --------- | ----------------- | ------ |
| 2001-2008 | Robert Louradour  |        |
| 2008-     | Bernadette Vignal |        |